# Габровник
Габровник (мкд. Габровник) је насеље у Северној Македонији, у средишњем државе. Габровник припада општини Чашка.

## Географија
Габровник је смештен у средишњем делу Северне Македоније. Од најближег већег града, Велеса, насеље је удаљено 40 km југозападно.
Насеље Габровник се налази у историјској области Азот. Насеље је смештено у долини притоке реке Бабуне. Југозападно од насеља издиже се планина Бабуна. Надморска висина насеља је приближно 600 метара.
Месна клима је континентална.

## Становништво
Габровник је према последњем попису из 2002. године имао 9 становника.
Према истом попису претежно становништво у насељу су етнички Македонци (100%).
Већинска вероисповест је православље.